# Горватт Станіслав Олександрович
Станислав Горватт (1866 — 1930) — український громадський діяч Київської губернії польського походження, поміщик, член I Державної думи, член Державної ради з виборів. 

## Життєпис
Римо-католик. Походив з польської шляхти Київської губернії. Син статського радника Олександра Горватта, колишнього губернського маршалка шляхти, і Ядвіги Гечевич. Землевласник Радомисльського повіту (11253 десятин неподалік містечка Хабне). 
Закінчив Імператорське училище правознавства у 1890 у чині титулярного радника. Служив при Міністерстві юстиції, потім вийшов у відставку і зайнявся сільським господарством у своєму маєтку. Володів чотирма винокурними заводами і млином.  
З 1903 перебував гласним Радомисльського повітового комітету у справах земського господарства. Був членом Ради Київського сільськогосподарського товариства. Після проголошення Жовтневого маніфесту вступив до польської Партії реальної політики. Очолював польський виборчий комітет Київської губернії. 
У 1906 обраний членом I Державної думи від Київської губернії. Входив до групи західних околиць. Був членом аграрної комісії і виступав з аграрного питання. Після розпуску Державної думи взяв участь у віленському з'їзді делегатів польських виборчих комітетів у грудні 1906. 
20 вересня 1910 з'їздом землевласників Київської губернії обраний членом Державної ради. Входив до Польського кола. Був членом Російської групи Міжпарламентського союзу. У 1913 вибув зі складу Держради за закінченням терміну повноважень. У роки Першої світової війни брав участь в роботі польських організацій, був одним з керівників Польської організації допомоги офіцерам, які повернулися з фронту. 
Після Лютневої революції, в серпні 1917 брав участь в Польському політичному з'їзді і Державній нараді в Москві. У листопаді 1917 став одним із засновників Польської консервативної партії. 
У 1918 переїхав до Києва, входив до керівництва київського виборчого комітету з виборів представників на з'їзд польських депутатів. Зі встановленням влади гетьмана Скоропадського виїхав до Варшави, де був головою Союзу землевласників національних окраїн (1918) і членом ради Товариства поляків російських земель. 
У незалежній Польщі працював у організаціях, які захищали права поміщиків та інших переселенців, що втратили свою нерухомість після окупації більшовиками території колишнього Західного краю. Помер у 1930 у Варшаві. 
З 1894 був одружений на Софії Наркевич-Йодко (1867 — 1944). Діти: Станіслав і Олена (1897 — 1944). 